# Jean-Baptiste-Antoine Nourrisson
Jean-Baptiste-Antoine Nourrisson (21 novembre 1768 - Lyon ✝ 28 juillet 1855 - Besançon) est un magistrat et homme politique français des XVIIIe et XIXe siècles.

## Biographie

### Environnement familial
Jean-Baptiste Antoine Nourrisson naquit à Lyon de Antoine Nourrisson et Marguerite Jeanne Guelfe, le 21 novembre 1768. Il fut baptisé le lendemain en l’église Saint-Paul de Lyon, paroisse traditionnelle de la famille Nourrisson, et recevait pour parrain son grand-père paternel, Jean-Baptiste Nourrisson, maître marchand horloger et pour marraine Catherine Vial, sa grand-mère maternelle, veuve de Joseph Guelfe. Un passeport pour la France du début du XIXe siècle nous renseigne sur son aspect physique. Sa taille était d’un mètre 46, ses cheveux et sourcils châtain brun, son front étroit, son nez gros, des yeux bruns, une bouche grande, un menton rond et un visage ovale
La famille de son père était lyonnaise depuis quatre générations au moins, et fixée dans l’horlogerie où elle avait acquis une solide réputation puisque son bisaïeul, Guillaume Nourrisson, avait complètement transformé l’horloge astronomique de la Primatiale Saint-Jean de Lyon, au milieu du XVIIe siècle. Quant à la famille de sa mère, les Guelfe, ils exerçaient dans cette même ville le métier de parfumeurs et vendeurs d’agrumes. D’après quelques actes, ils seraient génois de nation ou d’origine corse.

### Une carrière d’homme de loi interrompue par la Révolution
Avec Jean-Baptiste Antoine Nourrisson devait cependant s’arrêter cette belle lignée de maîtres horlogers. En effet, après avoir fait de fortes études classiques, il alla suivre à Paris les leçons de la Faculté de Droit et de retour dans sa ville natale, il ne tarda pas à y conquérir une place au barreau. Enrôlé dans les armées de la République, il fit campagne d’octobre 1793 à octobre 1795, d’abord dans les dragons (cavalerie légère) de la Légion Allobroge, puis par incorporation, au 15e régiment de dragons.
Libéré de ses contraintes militaires, il revint à Lyon exercer encore un temps le métier des lois puisqu’on le retrouve à la date du 17 thermidor an IV dans cet état. Plus particulièrement, il était choisi par le citoyen Antoine Varenard, propriétaire à Fontaine sur Saône, comme procureur général et spécial afin de recueillir une portion d’héritage qui lui revenait.

### Contre-révolutionnaire

#### Une hostilité certaine à la Convention
Cependant, la Révolution n’allait pas être très tendre avec lui et les tribunaux révolutionnaires conservent encore quelques notices révélant son état d’esprit. Le 15 octobre de l’an II, comparaissait le citoyen Berger, domicilié au 82 rue de la Loge, qui rapportait que «le citoyen Nourrisson fils, place du Change 8, était un des plus échauffés pour opérer la contre-révolution dans Lyon et lors de l’acceptation de la constitution, il avait dit qu’on ne devait pas l’accepter parce qu’elle était faite par un tas de brigands, de scélérats, dont on ferait bientôt justice et que Crancé était un scélérat et que ceux qui voulaient le soutenir, il fallait les mettre en prison pour les faire guillotiner. Il a dit aussi qu’il fallait au plus tôt former une armée départementale pour aller écraser la Convention.». Plus loin, Berger ajoutait que Nourrisson avait été de tout temps un contre-révolutionnaire.

#### Plus fédéraliste que contre-révolutionnaire
Une autre source affine nos connaissances. Clerc de procureur, Nourrisson fils a été caserné pendant le siège de Lyon en 1793. Une notice précise certains éléments : «Nourrisson fils est royaliste. Après la journée du 29 mai 1793, il a été un des plus acharnés à conduire lui-même les clubistes dans les prisons.» Nourrisson était-il véritablement royaliste ? C’est difficile à préciser dans la mesure où l’insurrection lyonnaise contre la Convention fut taxée de royalisme alors qu’elle provenait surtout d’une volonté fédéraliste. Dans ces conditions, tout opposant à la Convention devenait contre-révolutionnaire et donc royaliste.

### Un mariage avantageux

#### Une épouse richement dotée
À trente ans, Nourrisson se décidait au mariage. Le 19 floréal an VI il épousait Marie-Jeanne Roche, fille mineure de Pierre Virginie Roche et de Marie-Louise Jeanne Pradin. À cette occasion avait été établi un contrat de mariage au domicile du père de la future, quai de Marseille. Ce contrat témoigne d’une réelle ascension sociale de notre homme de loi qui, à cette date, logeait au 6 de la rue Saint-Jean. Pour ce mariage, Roche avait constitué en dot et avancement d’hoirie une série de bâtiments situés sur le territoire de la commune de Corneux, non loin de Gray, dans la Haute-Saône. Parmi ces bâtiments et biens immobiliers figuraient la ferme de La Bergerie et ses dépendances, un étang et quelques prés alentour. De plus, Roche donnait à sa fille dix mille livres, dont six mille en espèces métalliques. Par ce contrat, les époux convenaient encore d’habiter dans le domicile du citoyen Roche qui promettait de les y nourrir, chauffer, blanchir et éclairer pendant tout le temps qu’ils demeureraient avec lui. Notons encore au passage la grande présence des Bruyzet, célèbres imprimeurs lyonnais du XVIIIe siècle, dont l’un de ses membres, Pierre Bruyzet-Ponthus, fut le 8 décembre 1757 parrain de Pierre Virginie Roche.

#### Une installation définitive en Haute-Saône
C’est donc par son mariage que Nourrisson devint comtois et qu’il alla se fixer non loin de Gray, au sud du département de la Haute-Saône, dans une ancienne abbaye de l’ordre des Prémontrés dont Roche, son beau-père, avait fait l’acquisition comme bien national le 20 avril 1791, au prix de 316 000 livres, ce qui, d’après les historiens haut-saônois, équivalait au revenu d’une année des terres de cette abbaye. Pour éviter que le domaine ne soit partagé entre Marie-Jeanne Roche et sa sœur Antoinette Julie (épouse Frin de Cormeret, puis Duchemin-Decepeaux), Roche vendit à son gendre une partie du domaine par un acte ultérieur au contrat de mariage. C’est là que la famille Nourrisson allait vivre plusieurs décennies jusqu’à la vente de 1882.

### Alternativement Commissaire du gouvernement et législateur

#### du Consulat à l’Empire un bonapartiste convaincu
Ayant de bonnes connaissances de jurisconsulte, Nourrisson ne pouvait cependant pas rester dans cette retraite. Nommé commissaire du gouvernement près le tribunal de Gray, Nourrisson aurait été aussi conseiller municipal de Gray du 24 juillet 1800 au 21 mars 1802. Il fut ensuite l’un des trois députés que le département de la Haute-Saône dut envoyer au Corps Législatif (22 mars 1802-31 décembre 1806). Son élection, par le Sénat conservateur, date précisément du 6 germinal an X. Le Corps Législatif était une assemblée créée par la constitution de l’an VIII (Consulat) comprenant 300 membres choisis sur la liste nationale des notabilités. Ses membres étaient nommés pour cinq ans et renouvelables par cinquième chaque année. Siégeant au Palais Bourbon, le Corps Législatif fut souvent taxé d’assemblée de muets : il acceptait ou rejetait sans pouvoir les discuter lui-même les projets de loi sur lesquels le Tribunat avait formulé son avis. Dans les procès-verbaux du Corps Législatif figurent quelques actions de Jean-Baptiste Nourrisson :
- Serment de fidélité à la constitution le 15 germinal an X ;
- Membre d’une députation au gouvernement le 17 floréal an X ;
- Membre d’une autre députation au gouvernement le 3 prairial an XI ;
- Discussion au Tribunat le 2 vendémiaire an XI.

Nourrisson n’entra donc dans la vie politique qu’avec le Consulat. Franc-comtois d’adoption, il fait exception parmi les notables de la Haute-Saône. Cependant sa notoriété est attestée par son inscription à toutes les listes des notables. Le 28 thermidor an XIII (16 août 1805), sous le prénom erroné de Jean-Baptiste François, il est septième des trente plus imposés et figure parmi les vingt plus gros propriétaires dont une grande partie de leur fortune est composée de biens nationaux. Son cens s’élève alors à 3.545 francs et il est considéré comme l’un des soixante propriétaires les plus distingués. Enfin, en 1811, il est au quatorzième rang des six cents plus imposés de la Haute-Saône, ce qui lui permet, lors des suffrages censitaires du premier XIXe siècle, d’être non seulement électeur, mais en plus éligible.
À la fin de son mandat, il revint à Gray où il occupa jusqu’au 14 juin 1811 les mêmes fonctions de commissaire du gouvernement. Lors de la réorganisation de l’ordre judiciaire, il fut nommé procureur impérial près le tribunal criminel de Vesoul (15 juin 1811-13 juillet 1814). D’après Louis Suchaux, il «montra dans ses fonctions les qualités d’un vrai magistrat, sachant concilier avec les égards dus à la faiblesse humaine la fermeté nécessaire au maintien de l’ordre et à la répression des délits.»

#### Sous la Restauration du bonapartisme au partisan de la Charte
Malheureusement, si Nourrisson s’était peu à peu hissé vers les honneurs judiciaires, sa réputation de bonapartiste allait déranger la première restauration de Louis XVIII. Destitué de ses fonctions en 1814, les électeurs de la Haute-Saône devaient cependant lui prouver leur fidélité en l’envoyant l’année suivante siéger à la Chambre des Représentants des Cent-Jours. En fait, il était l’élu du Grand Collège de la Haute-Saône et avait triomphé de son adversaire par 117 voix sur 151 votants et 244 inscrits. Dans la foulée, il fut nommé procureur impérial à Besançon le 29 mars 1815 et ce jusqu’à sa nouvelle destitution, le 19 novembre suivant, pour cause de retour du roi.
Sous la restauration, son aura avait décliné et même, on s’en méfiait, comme en témoigne une lettre émanant de la préfecture de la Haute-Saône au secrétaire d’État en date du 22 septembre 1815 : «Je vais devoir en même temps proposer à Votre Excellence de faire pourvoir au remplacement de Monsieur Nourrisson, membre du Conseil Général, et lui présenter à cet effet trois candidatures. Monsieur Nourrisson était procureur du roi près la Cour d’Assises. Il fut destitué de ses fonctions bientôt après le retour du roi en 1814 ; il y a été réintégré après le 20 mars, a été député à la Chambre des Représentants jusqu’au 8 juillet et depuis est rentré dans son domicile de Corneux, près Gray. Il paraît que la conduite et les opinions de Monsieur Nourrisson donnèrent lieu à sa destitution des fonctions de procureur du roi et il semble que les mêmes motifs auraient dû le faire écarter du Conseil Général du département. Je n’ai pas connaissance que depuis qu’il est rentré dans son domicile il se soit rendu coupable de quelque action répréhensible, mais il excite la défiance des personnes attachées au roi ; il a été considéré pendant les trois mois d’usurpation comme l’un des chefs les plus actifs et les plus prononcés du parti de la rébellion et comme étant particulièrement dévoué à Bonaparte. On conserve encore la même opinion sur son compte et l’on m’assure même que quelques jours avant son départ de Paris, après la dissolution de la Chambre des Représentants, il avait excité les soupçons de la police qui crut devoir faire visiter ses papiers». La réponse du pouvoir royal ne tarda pas et le 8 octobre 1815 Nourrisson était remplacé par le comte de Marmier au Conseil Général de la Haute-Saône dont il était membre depuis l’origine et qu’il avait présidé à deux reprises sous l’Empire.
Toutefois, si la préfecture de la Haute-Saône le taxait de farouche bonapartiste en 1815, il devait appartenir sous le règne de Louis XVIII au parti constitutionnel, celui de Royer-Collard, dont le programme était une application stricte de la Charte. Après avoir échoué comme candidat à la Chambre des Députés le 13 novembre 1820, avec 63 voix contre 68 à l’élu, Monsieur Bressand de Raze, puis le 28 janvier 1822 dans le deuxième arrondissement de la Haute-Saône (Vesoul) avec 91 voix contre 115 à l’élu, Monsieur Galmiche (il s’agissait de remplacer le baron Martin, démissionnaire), il réussit à devenir député de Gray le 20 novembre 1822 par 137 voix sur 259 votants et 310 inscrits, contre 94 à Monsieur Brusset et 25 à Monsieur Garnier, maire de Gray. Il vota alors avec l’opposition, contre les ultras, jusqu’en 1824 et quitta ensuite la vie politique nationale. Cependant il fut encore conseiller municipal de Corneux en 1826 et adjoint au maire de cette commune en 1835.

### Homme lettres et agronome
Devenu libre, il se livra à la culture des lettres, acheva de mettre en vers L’hymne au soleil de l’ abbé de Reyrac, travail qu’il avait commencé dès 1809. Occupé par les soins qu’exigeait son domaine de Corneux, aimé et estimé de ses voisins qui venaient le consulter dans leurs affaires et profitaient de ses conseils, il s’adonnait encore à l’agronomie et voyait d’un œil paisible s’écouler une vie qu’il se rendait le témoignage de l’avoir consacrée au bien public. D’après Jouy, il était totalement absorbé par l’agronomie en 1826 et figurait au nombre des agronomes les plus instruits du pays. D’ailleurs il était correspondant du Conseil d’agriculture et membre quasi-fondateur de la société d’agriculture de la Haute-Saône   dont il aurait été vice-président en 1812.
Quant à sa bibliothèque, très fournie et variée, elle se composait d’environ huit cents volumes rien que pour le domicile de Corneux, dont une étude minutieuse pourrait facilement éclairer l’esprit de Nourrisson. Cependant, sans entrer dans le détail, il est permis de déterminer ses centres d’intérêt. Bien sûr, la jurisprudence (Bulletin des lois, Collection des décrets, Œuvres de d’Aguesseau) figure au premier plan de ses préoccupations, activité professionnelle oblige. Là, le droit est conçu dans une dimension historique partant des Romains jusqu’au début du Second Empire. L’histoire des grands hommes est aussi fort présente : Saint Louis, Néron, Alexandre le Grand. Une multitude de dictionnaires, latin-français, étymologique, historique, forment encore des angles d’attaque précieux pour une belle appréhension du monde. L’antiquité est abondamment exploitée avec les œuvres de Thucydide, Xénophon, Polybe,Hérodien ou Zosime, tous historiens et donnant une conception morale de l’histoire ; tandis que quelques volumes s’intéressent à l’histoire de l’Église ou aux deux Testaments.
Plus marquante encore est une multitude d’ouvrages d’histoire contemporaine sur la révolution, l’Empire, les Restaurations. Citons pêle-mêle : L’histoire de la révolution, du Consulat et de l’Empire d’Adolphe Thiers, L’histoire de la révolution de Louis Blanc, les œuvres de Proud’hon, sans compter avec le Mémorial de Sainte-Hélène. Ainsi la bibliothèque de cet homme cultivé témoignerait d’une belle ouverture d’esprit dans la mesure où nombre d’ouvrages proposent une vision de l’histoire très différente les unes des autres puisque ces différents auteurs se situent entre la droite bonapartiste, l’orléanisme modéré et la gauche socialiste, sinon anarchiste. Remarquons encore que la littérature y est fort peu présente ; seul Corneille échappe à cette sanction côtoyant quelques cartes de géographie, d’ailleurs régionales puisque centrée sur la Franche-Comté.
Bibliophile, Jean-Baptiste Antoine Nourrisson s’était confectionné un bel ex-libris. Ce dernier est décrit ainsi par A.Maire en 1907 d’après la collection de Monsieur Ernest André, de Gray : «Cartouche Louis XVI, échancré, penché à senestre, renfermant un écu ovale : d’azur au pélican d’argent, avec ses petits du même, sur un tertre de sinople, à la bordure d’argent ; au-dessous, reposant sur une banquette, les attributs de la magistrature et de l’armée : toque, balance, glaive, chapeau à trois plumes des députés au Corps Législatif, casque, sabre et croix ; plus bas, on lit ce distique : Quam foro ego castris unam coluique senatu / Sola colant patriam nunc mea vota domi »– 1815.
1829 fut l’année du réveil politique : en décembre, Nourrisson se distingua comme signataire de l’acte de l’association franc-comtoise pour le refus de l’impôt. L’année suivante, la révolution de 1830 allait le replacer dans la vie publique, sur la scène régionale. Nommé le 28 octobre 1830 conseiller à la Cour d'appel de Besançon, il y «occupa sur le champ le rang que lui méritait ses lumières, la droiture de son jugement et la fermeté de son caractère». Il exerça ses fonctions jusqu’à un âge très avancé puisqu’il ne quitta la place que le 19 juin 1852, âgé de 84 ans.

### Un riche propriétaire foncier
Sur un plan foncier, Nourrisson, nous l’avons dit, était un gros propriétaire. De ses origines lyonnaises, il avait gardé un temps l’immeuble sis à Lyon au 8 de la place du Change qui l’avait vu naître. Cet immeuble avait été acquis le 4 messidor an IV par six personnes dont sa mère et lui-même sur le bien national de l’émigré Pupil de Myons. Peu à peu, Nourrisson avait racheté l’ensemble des parts et, fixé définitivement à Gray, il vendit cet immeuble le 4 janvier 1813 pour la somme de 48 000 francs à deux personnes, dont 12 000 francs à François Xavier Thiaffait, l’ancien repreneur du commerce d’horlogerie Nourrisson, après que sa sœur et son mari Henry Sandoz, se soient installés en Corse.
Plus étendu était son domaine de Corneux. Comme nous l’avons dit, c’est dans cette ancienne abbaye de l’ordre de Prémontré, profondément transformée au XVIIIe siècle, que vécurent au XIXe siècle, outre le couple Nourrisson/Roche et leurs sept enfants, la sœur de Marie Jeanne Roche, ses parents, la mère de Jean-Baptiste Nourrisson (Jeanne Marguerite Guelfe, décéda à Corneux en l’an XIII), ainsi qu’une de ses tantes, Catherine Françoise Guelfe présente à Corneux en 1809 et 1810, sans compter deux domestiques.
Cette demeure, construite au début du XVIIIe siècle dans l’ancien goût cistercien, présentait un quadrilatère fermé au Nord par une église dont le clocher s’élevait à plus de quarante mètres. Jusqu’à la révolution, le bâtiment servit à l’ordre des Prémontrés ou Norbertins, régi par la règle de Saint Norbert qui tentait de concilier les exigences de la vie monastique avec celles des curés de campagne. Quand Roche acheta l’édifice, il l’amputa de son église et transforma l’abbaye en château. La façade Nord, désormais ouverte, fut fermée par une superbe grille, malheureusement emportée par un cyclone au début de ce siècle. L’édifice parfaitement symétrique dans ses trois ailes comportait un étage. Chacune des ailes s’ouvrait sur les environs par onze fenêtres. Quant à l’ancien cloître, il s’articulait au rez-de-chaussée autour d’une galerie tandis que l’étage était percé de cinq fenêtres par aile.
Outre cette demeure, la propriété se composait de cinq cents hectares en prés, bois, vignes et étangs, situés majoritairement aux abords immédiats de l’ancienne abbaye. Sur ce domaine existaient encore une tuilerie et plusieurs fermes, dont celles de la Basse-Cour et de la Bergerie, cette dernière située sur la route reliant Corneux à Beaujeu. La succession de ce domaine fut assez complexe. Sans entrer dans les détails, on peut toutefois remarquer un premier partage en indivision le 30 janvier 1843. Jean Baptiste Nourrisson se trouvait copropriétaire avec ses enfants, à la suite du décès de Madame Nourrisson, née Roche. Le 10 mars 1849. Un second partage était envisagé car l’indivision avait cessé dès janvier 1848 dans la mesure où Léonce Nourrisson, troisième fils du couple Nourrisson/Roche, avait besoin d’argent. Le 23 octobre 1851, Nourrisson père léguait à ses enfants, moins Léonce, l’usufruit qu’il avait sur le domaine. Enfin le 6 février 1853, les quatre enfants Nourrisson, à savoir Firmin, Catherine, Virginie et Gaston, décidaient de sortir totalement de l’indivision et constituaient quatre lots. À cette date, l’ensemble du domaine était évalué à 552.816 francs.

### Chevalier de l’Empire
Notons encore que Jean Baptiste Nourrisson fut fait chevalier de l’Empire. Le 11 septembre 1813, il recevait de l’empereur des lettres patentes. À cet effet, il reprenait les anciennes armes familiales en les modifiant légèrement. Désormais, il porterait «de gueule au pélican d’or soutenu d’un tertre de sinople à la bordure d’azur, chargé du signe des chevaliers de la Réunion».
C’est donc par sa décoration de chevalier de la Réunion que Nourrisson fut anobli. Cet ordre avait été créé par décret impérial du 18 octobre 1811 et était destiné à récompenser les services rendus dans les fonctions civiles et judiciaires des habitants des départements nouvellement réunis à la France. Il n’a pas survécu au Premier Empire.
Parmi les autres décorations, Nourrisson fut également fait chevalier de la légion d’honneur. En 1853, il sollicitait le ministre de la Justice par l’intermédiaire du duc de Bassano afin d’être promu au grade d’officier de la légion d’honneur. En vain, on lui répondit qu’il n’y avait pas de place pour les conseillers honoraires. L’année précédente, il avait déjà accompli la même démarche en adressant le 29 avril 1852 une lettre au Garde des Sceaux, retrace, de façon humble et très longuement la carrière et les motivations d’un homme public qui traversa tant de régimes :
Âgé de 87 ans, Jean-Baptiste Nourrisson décéda à Besançon dans sa maison sise au 1 de la rue des Bains du Pontot, dans la communion des fidèles, le 24 juillet 1855. Le lendemain, son corps était inhumé au cimetière de Saint-Broing dans la même concession où reposait depuis le 11 mai 1841 son épouse, Marie Jeanne Roche, elle aussi décédée à Besançon, dans cette même maison. Tous deux reposent encore au cimetière de St-Broingt (Haute-Saône).

## Sources
- « Jean-Baptiste-Antoine Nourrisson », dans Adolphe Robert et Gaston Cougny, Dictionnaire des parlementaires français, Edgar Bourloton, 1889-1891 [détail de l’édition]